# Опорно-Опитний Пункт
Опорно-Опитний Пункт (рос. Опорно-опытный пункт) — присілок в Приморському районі Архангельської області Російської Федерації.
Населення становить 30 осіб. Входить до складу муніципального утворення Заостровське поселення.

## Історія
Від 2004 року входить до складу муніципального утворення Заостровське поселення.

## Населення
| 2002 | 2010 | 2012 |
| ---- | ---- | ---- |
| 16   | ↘10  | ↗30  |